# مطار لاباسا
مطار لاباسا (بالإنجليزية: lamˈbasa)‏ (إياتا: LBS، إيكاو: NFNL) هو مطار يخدم لاباسا وهي بلدة تقع في مقاطعة ماكواتا، في الجزء الشمالي الشرقي من جزيرة فانوا ليفو في فيجي. يشغيله شركة مطارات فيجي المحدودة.

## المرافق
يقع المطار على ارتفاع 44 قدم (13 م) فوق مستوى سطح البحر. وله مدرج واحد مصمم مع سطح إسفلتي بقياس 1،073 × 30 مترًا (3520 قدمًا × 98 قدمًا).

## شركات الطيران والوجهات
| شركـات طيـران | الوجهات                               |
| ------------- | ------------------------------------- |
| فيجي لينك ‏    | مطار نادي الدولي، مطار ناوسوري الدولي |
| طيران الشمال ‏ | مطار نادي الدولي، مطار ناوسوري الدولي |

## روابط خارجية
- حالة الطقس في مطار لاباسا.
- تاريخ الحوادث لـ (LBS) على شبكة سلامة الطيران.